# Phreatia habbemae
Phreatia habbemae är en orkidéart som beskrevs av Johannes Jacobus Smith. Phreatia habbemae ingår i släktet Phreatia och familjen orkidéer. Inga underarter finns listade i Catalogue of Life.